# Abuso psicológico
El abuso psicológico es una forma de violencia simbólica que se manifiesta a través del maltrato emocional y epistémico, que está presente en todas las relaciones de dominación, aun cuando los involucrados en dichas relaciones consideren «natural» o «legítima» la diferencia de poder. El abuso psíquico es una estrategia de control que consiste en distorsionar la percepción que la persona sometida tiene de sí misma y de la realidad vincular, con el fin posibilitar dicho sometimiento.

## Descripción
Es el maltrato de una persona hacia otra, independientemente de si existe o no violencia física o sexual entre ellas. Tiene el objetivo de controlar a la otra persona para obtener algún tipo de beneficio, que puede ser material (dinero, bienes, comodidades, trabajo doméstico gratuito), social (prestigio o acceso a grupos o comunidades) o emocional (apuntalamiento de la autoestima, compensación de un déficit narcisista). El abuso psíquico es una estrategia de control que consiste en distorsionar la percepción que la persona sometida tiene de sí misma y de la realidad vincular, con el fin posibilitar dicho sometimiento.
Entre sus manifestaciones más comunes están la intimidación con palabras, gritos o amenazas, la invalidación de los sentimientos, opiniones e intereses de la víctima, la desvalorización de sus logros o capacidades, la humillación, el aislamiento social, la inducción de sentimientos injustificados de culpa, vergüenza o inseguridad, el control de los ciclos de sueño y alimentación, el chantaje, los celos crónicos, las acusaciones falsas, la violación de los límites de autocuidado, la violación de la privacidad, la exigencia de acceso a contraseñas de cuentas de correo y redes sociales o dispositivos de comunicación, el obligar a la víctima a elegir entre la persona abusiva y otras personas importantes en su vida, condicionar el respeto, el afecto o la tranquilidad a que la víctima se comporte como la persona abusiva desea, cualquier tipo de presión para tener relaciones sexuales, esconder o tirar las pertenencias, limitar la libertad de movimiento, y cualquier otra obstrucción del ejercicio de los derechos humanos.

### Objetivos del abuso emocional
El abuso emocional posibilita la dominación por tres distintas vías:
1. Ocultando el hecho de que la relación es una relación de poder, como ocurre en la infantilización de las personas adultas mayores, donde el control se disfraza de cuidado.
2. Legitimando la dominación ante la persona dominada, como ocurre en aquellas familias donde se naturalizan los estereotipos de género y se considera normal que la madre y los hijos e hijas se sometan a la voluntad del padre.
3. Legitimando la dominación ante el resto de la comunidad, al presentar el abuso como algo que la víctima supuestamente «se merece», y en razón de eso que «es o hizo para merecerlo» se justifica su sometimiento.
4. Socavando la capacidad de la víctima para defenderse, ya sea privándola de descanso, sometiéndola a estrés constante, deteriorando su autoestima, aislándola de sus redes de apoyo, impidiéndole fortalecer su cuerpo, sus conocimientos, sus finanzas o su autoestima, o provocándole confusión mental.

En las dinámicas de abuso se colonizan los espacios personales de la víctima, tanto los físicos, como los temporales, los sociales, los vinculares e incluso los atencionales. Siempre implica procesos de manipulación emocional y de información. Se ejerce casi siempre a través de la palabra (violencia verbal y entonación agresiva del habla) o del lenguaje corporal (gestos y actitudes). Puede ser en forma de agresión pasiva (victimismo o reproches crónicos, insultos, descalificaciones, chistes hirientes, engaños o coacción. Cabe hacer énfasis en que siempre que hay violencia física (golpes), también hay violencia emocional. Pero no siempre que hay violencia emocional hay golpes; sin embargo, sí son comunes golpes a las paredes, las puertas los muebles o destrucción de objetos. No siempre consiste en gritos, insultos o amenazas, también puede tomar la forma de impedir que la víctima crezca o desarrolle su propia identidad, por medio de la manipulación, miedo e inseguridad o sobreprotección.

### Consecuencias del abuso emocional
El abuso emocional prolongado se relaciona estrechamente con diversos problemas de salud mental incluidas las adicciones, porque socava la autoestima de uno mismo y desorganiza la identidad. Los estragos de este tipo de abuso conforman lo que la psiquiatría llama Trauma Complejo, un tipo de trauma que impide la construcción de una relación sana con uno mismo y con los demás. El abuso emocional es una forma de violencia altamente destructiva precisamente porque no suele reconocerse como abuso, o si se llega a reconocer no se considera grave, lo que tiene como consecuencia que las situaciones de abuso se prolonguen por largos periodos de tiempo (a veces toda la vida) sin que nadie se de cuenta del daño progresivo que la víctima experimenta.

### Ideas erróneas sobre el abuso emocional
Erróneamente suele considerarse que el abuso emocional es un tipo de violencia distinto, menos grave y menos dañino que la violencia física o sexual.
La realidad es que el abuso físico (golpes, empujones, pellizcos, etc.) suele ser parte de un patrón de abuso emocional y cumple la función de mantener vigente una amenaza lo suficientemente intimidante como para que la víctima no intente escapar del abuso. Del mismo modo, el abuso sexual crónico es posible porque antes se ha  instaurado un patrón de abuso emocional que impide a la víctima denunciar el abuso o defenderse. En las familias autoritarias o depredadoras y en las parejas crónicamente conflictivas el abuso emocional suele estar presente.

## Interpretación psicopolítica del abuso emocional
El abuso emocional tiene por objetivo el control de la conducta y la percepción de la realidad de una persona con el fin de dominarla. Esa dominación, a su vez, busca posibilitar la explotación material, laboral, social, sexual o emocional.

## Dimensión política (estructural) del abuso emocional
Toda relación de dominación o explotación es una relación depredadora donde no existe interacción verdaderamente intersubjetiva (entre dos sujetos igualmente válidos), sino que la persona que abusa está instrumentalizando a la otra, es decir la está cosificando, deshumanizando, reduciendo a ser una "función", algo que se usa o se consume. Las relaciones instrumentalizantes se caracterizan por lo que el psicoanálisis llama catexis parcial (o investidura libidinal parcial), que consiste en que sólo ciertos aspectos del otro, resultan significativos para la persona instrumentalizante, mientras que el resto de aspectos de la personalidad de la víctima carecen de importancia o directamente se niega su existencia.
Por eso las relaciones de dominación y explotación pueden clasificarse como relaciones desubjetivantes, porque destruyen o debilitan el estatus de sujeto autónomo que toda persona debería tener. La catexis parcial es por lo tanto una fetichización de la persona abusada.
La catexis parcial es un fenómeno característico de lo que la teoría lacaniana llama "perversión". El perverso cosifica y utiliza, invierte la escena del deseo (la dirección del flujo libidinal) de forma engañosa aparentando que ofrece algo (amor, interés, solidaridad), para luego extraer de la otra persona eso mismo que ofrecía.
Todos los sistemas de dominación, como la adultocracia, el heteropatriarcado, la colonialidad (muy relacionada con el racismo) y el capitalismo (y demás modos de producción basados en la explotación) requieren la producción de subjetividades cosificadoras que acepten instrumentalizar y ser instrumentalizados, explotar y ser explotados. 
Las subjetividades cosificadoras son subjetividades depredadoras incapaces de generosidad altruista. Por esta razón, autores como Rita Segato, Abdullah Öcalan, Enrique Dussel, o Silvia Bleichmar coinciden en que las violencias desubjetivantes (como el abuso emocional) de los contextos considerados privados, como la familia y la pareja, se relaciona directamente con la opresión y la explotación a escala social. Es por ello que el abuso infantil, la violencia de género, el abuso narcisista, el bullying escolar o el mobbing laboral no pueden considerarse excepciones producto de una descomposición social, sino que son la norma, son todas ellas estructurales y estructurantes de la sociedad contemporánea, es decir de la Modernidad occidental capitalista.

## Distinción entre violencia, maltrato y abuso emocional
Existen muchas similitudes con el maltrato psicológico, incluso son llegadas a ser usadas como sinónimos, pero cuentan con una serie de diferencias como:
- Nivel de especificidad. El abuso es un concepto más específico que el concepto de maltrato, por ejemplo, en el abuso media una inequidad entre el maltratador y el maltratado, mientras que maltrato es todo acto perjudicial voluntario o involuntario causado a una persona, ser o propiedad por parte de un sujeto. En otras palabras, el abuso es un tipo particular de maltrato.
- Relación de poder: Al momento de nombrarle abuso, se hace referencia a la noción de que existe desigualdad entre maltratado y maltratador, lo que provoca que la parte abusador tome esta desigualdad como ventaja.
- Intencionalidad_ Tanto en el abuso como en el maltrato puede existir intencionalidad, sin embargo, es más frecuente que el abuso sea realizado de manera totalmente consciente y voluntaria por parte del perpetrador.
- Uso habitual del término: Cuando se habla de abuso, normalmente se piensa en la existencia de violencia sexual (aunque ésta sí consiste en un abuso, es un tipo de abuso físico, y quizá por sí sólo podría no considerarse un abuso psicológico, sin embargo, mantiene con este varios elementos en común, excepto por el uso de la fuerza física, por lo tanto, de otro punto de vista podría considerarse que la violencia sexual es un abuso tanto físico como psicológico, debido al daño psicológico que ocasiona a la víctima). Esto se debe a que el perpetrador hace uso de su mayor fuerza física, edad, poder, existencia de un vínculo afectivo, el miedo, el temor o simplemente la sorpresa para usarlo en beneficio propio y someter a la parte afectada. Pero también se usa normalmente para referirse al caso de abuso de autoridad.

## Relaciones de contexto
Se puede presentar en contextos familiares (violencia doméstica), escolares (acoso escolar, bullying en la enseñanza), laborales (acoso laboral) o virtuales (ciberacoso, grooming), así como en contextos de agrupaciones como comunidades religiosas, sectas, o comunidades espirituales (coaching coercitivo), así como en vínculos afectivos (amistades tóxicas) o sexoafectivos (fraude moral, abuso emocional en la pareja, manipulación interpersonal, abuso terapéutico). 
Independientemente de los casos, lo que se persigue generalmente es el sometimiento de la víctima por parte del abusador. Con regularidad predomina la fijación de un vínculo intrínseco entre las dos partes. También, con la sola existencia de grupos sociales, surge la probabilidad de producir acoso, independientemente del tipo que sea el grupo.

### En pareja
En las relaciones de noviazgo, también llamada “dating violence” (Chung, 2005), ha sido definida como cualquier intento por controlar o dominar a una persona física, sexual o psicológicamente, generando algún tipo de daño sobre ella (Wolfe et al. 1996).” (p. 28).
En este caso, las agresiones al perjudicado pueden preceder a otros tipos de violencia, por ejemplo los ataques físicos. Esto es debido a la interacción entre los miembros de manera activa. El objetivo de ganar cierto dominio o control de la otra parte empiezan a desarrollar tácticas de manipulación como la persuasión o la influencia utilizando los puntos débiles emocionalmente hablando del individuo para fortificar el impacto. Poco a poco, el desarrollo de estos métodos va en aumento, evolucionando en situaciones de carácter más crítico. Dando lugar a ser una de estas variables la relación de codependencia de sadomasoquismo.
Este tipo de violencia, por su naturaleza privada, es complicada su detección.
Los factores que influyen en el tipo de maltrato, nivel de gravedad y la prevalencia, independientemente de si es físico, psicológico, emocional, sexual y económico, es la correlación entre el tiempo de relación y la frecuencia de los tratos.

### En la adolescencia
Durante las relaciones cuando estas en la etapa de la adolescencia entre rangos de 17-23, se toman diferentes comportamientos, y las cosas o lo que se dicen tienen diferentes impactos, y esta comprobado que componentes como; descalificaciones, trivializaciones, conductas destructivas, aislamiento social. Pero le afectan de esta sección en especial, de manera distinta a rangos entre los 17-18 y 21-22.

### Hacia la mujer
En los casos de maltrato psicológico hacia la mujer, hay estudios que indagan el abuso dirigido a estos, excluyéndolos de los otros casos en pareja. Además, no se ha expandido en gran medida su estudio por la atención dada a la violencia física (de naturaleza empírica), llevando a minimizar su importancia y consecuentes daños.

### Hacia el varón
La prevalencia del maltrato psicológico hacia el varón es más difícil de detectar debido al alto estigma que sufren al pedir ayuda como consecuencia de los estereotipos sexistas como el de ser más fuertes si su pareja es mujer; y de la cultura homófoba que impide a la víctima denunciar maltratos y así revelar accidentalmente su orientación si su pareja es hombre. Según un estudio realizado por la universidad del Sur de California, que el 18,2 % de los hombres han sufrido abuso psicológico en los últimos 12 meses y el 47,3 % han sufrido agresión psicológica en algún momento de su vida.

### Familiar
El término violencia familiar o violencia doméstica, suele aludir a violencia contra el cónyuge, violencia entre hermanos, o violencia parental contra los hijos e hijas (abuso infantil, o abuso en la infancia), aunque generalmente se manifiestan ambos tipos simultáneamente, ya que este tipo de violencia tiene sus raíces en la cultura patriarcal y en el autoritarismo adultocrático. La violencia doméstica suele ser cotidiana, constante y prolongada, por lo que causa daños graves a sus víctimas aún cuando éstos no sean visibles. La violencia doméstica también puede incluir otro tipo de violencias patriarcales como la homofobia o la transfobia, así como violencias narcisistas, que pueden ser ejercidas tanto por los hombres como por las mujeres, y tanto por los padres como por los hijos.

### A los niños y adolescentes
La violencia emocional contra los niños es habitualmente perpetrada por personas con las que estos tienen una relación o vínculo personal estrecho. Por tanto, provoca heridas por el maltrato y por la traición que esto supone. En sí, el maltrato psicológico a los niños, niñas y adolescentes en la familia y en las instituciones educativas es una de las tipologías principales y potencialmente más dañinas de desprotección infantil y a la vez una de las que presenta mayores dificultades para su identificación, evaluación y abordaje. También, se le suma a las consideraciones de ciertos casos que el abandono físico o negligencia infantil destaca respecto al resto de tipologías de maltrato infantil.
En el ámbito penal, entra en la tutela jurídica de la salud mental, por causa de violencia doméstica, acoso escolar y lesiones de género, justificada por patrones culturales y la socialización. En el proceso de violación a los derechos e integridad del individuo, podemos encontrar el hostigamiento verbal, ya sea por medio de insultos, críticas negativas que afectan de manera permanente, descréditos, la humillación, destrucción con el gesto o el acto, etcétera. A diferencia de la violencia física, esta no tiene resultados inmediatos, más bien, son el resultado de una rutina de maltrato que, con el paso del tiempo, empieza a ganar visibilidad.

## Consecuencias generales
El abuso psicológico provoca intencionalmente en la víctima una reacción de ansiedad, temor o miedo y depende las circunstancias en las que se esté llevando a cabo es cómo va a afectar a las víctimas; por ejemplo, en el área laboral, está comprobado que el abuso o acoso psicológico crea estrés sobre las víctimas, lo cual puede derivar en problemas organizacionales de trabajo.
Por otro lado, cuando se habla de abuso psicológico de padres hacia hijos en el ambiente familiar, las consecuencias muchas veces se ven reflejadas en el desarrollo de los niños ya sea a escala social o personal y aunque muchas veces estos casos no suelen ser intervenidos a menos que se pueda demostrar abuso físico o sexual en los niños, el estudio de Claussen y Crittenden demuestra que un 90% de los niños que presentaban evidencias de abuso físico, habían sido maltratados psicológicamente.